# Легчайший вес в боксе
Легчайший вес (англ. Bantamweight) — весовая категория в профессиональном боксе между второй легчайшей и второй наилегчайшей весовыми категориями. Предел веса для дивизиона составляет 118 фунтов (53,525 кг).

## Действующие чемпионы мира
| Организация | Дата завоевания титула | Чемпион         | Рекорд       | Защиты титула |
| ----------- | ---------------------- | --------------- | ------------ | ------------- |
| WBA         | 17 мая 2025            | Антонио Варгас  | 19-1 (11 KO) | 0             |
| WBC         | 24 февраля 2024        | Дзюнто Накатани | 31-0 (24 KO) | 3             |
| IBF         | 8 июня 2025            | Дзюнто Накатани | 31-0 (24 KO) | 1             |
| WBO         | 6 мая 2024             | Ёсики Такеи     | 11-0 (9 KO)  | 1             |